# Amerikansk svømmesneppe
Amerikansk svømmesneppe (Phalaropus tricolor) er en vadefugl, der yngler på prærien i det vestlige USA og Canada. Den overvintrer i Andesbjergene i det sydlige Sydamerika og er en tilfældig gæst i Danmark.
Amerikansk svømmesneppe bliver også kaldt wilsons svømmesneppe eller frejashane
.
|                     |
| En han i yngledragt |